# Kasteel Schuurlo

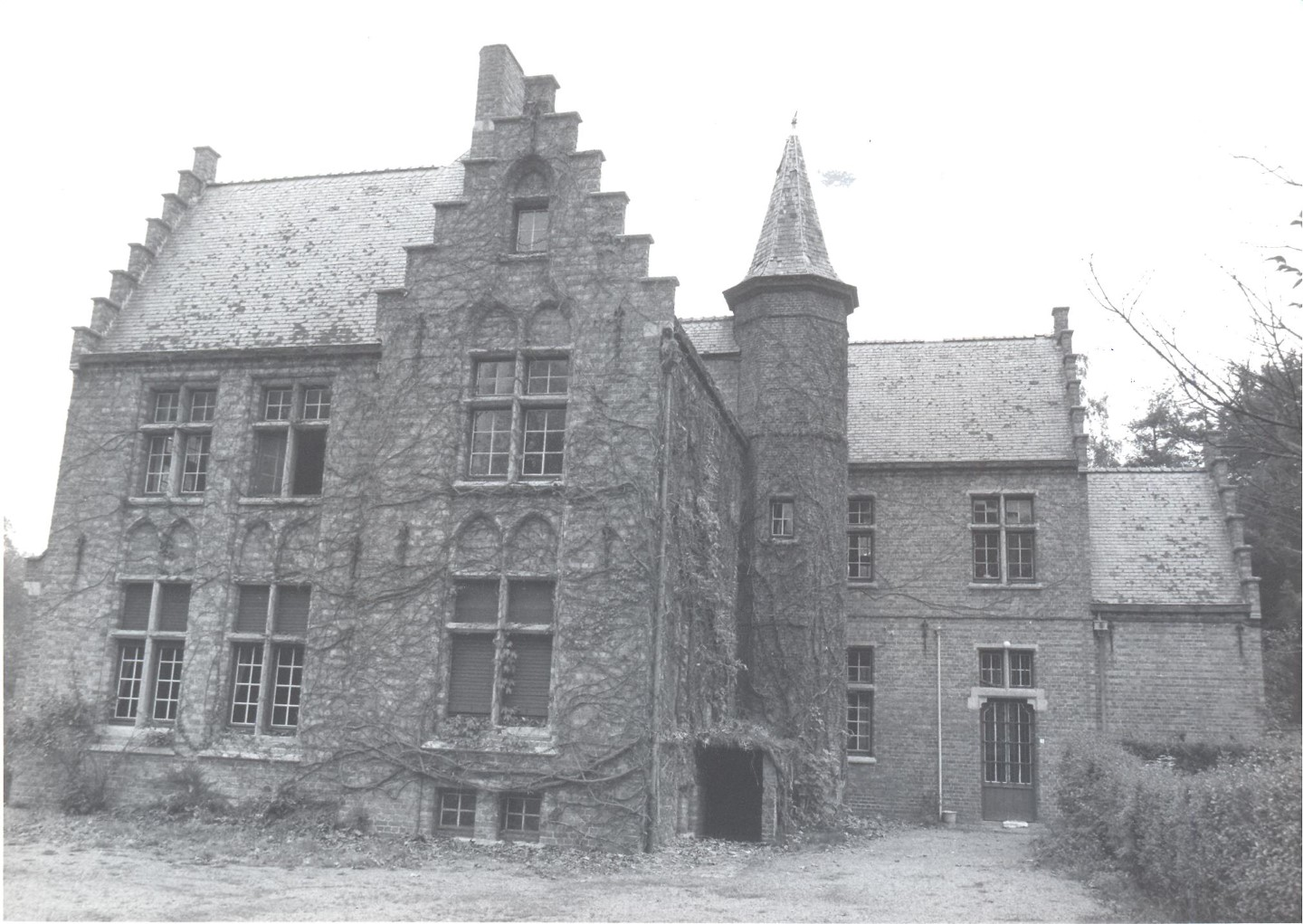
Kasteel Schuurlo in 1989

Het Kasteel Schuurlo is een kasteel in de tot de Oost-Vlaamse gemeente Aalter behorende plaats Maria-Aalter, gelegen aan Schuurlo 10-11.

## Geschiedenis
Het Goed Schuurlo werd voor het eerst vermeld in 1375. Begin 19e eeuw stond hier een landhuis, dat in 1863 werd verbouwd en voorzien van een lusttuin. In 1890 vond verbouwing plaats tot een omgracht kasteel met koetshuis en orangerie. In 1920 werd dit kasteeltje gesloopt en in 1931 werd het huidige gebouw opgericht, iets verderop in het park.
Het is een bakstenen gebouwtje in neogotische stijl met trapgevels en een hoektorentje. Het koetshuis en de orangerie zijn nog aanwezig, maar de orangerie werd omgebouwd tot woonhuis.